# Équipe cycliste féminine Saint Michel-Preference Home-Auber 93
Ne doit pas être confondu avec Équipe cycliste masculine Saint Michel-Preference Home-Auber 93.
L'équipe cycliste Saint Michel-Preference Home-Auber 93 est une équipe féminine française de cyclisme professionnel sur route engagée depuis 2012.

## Histoire de l'équipe

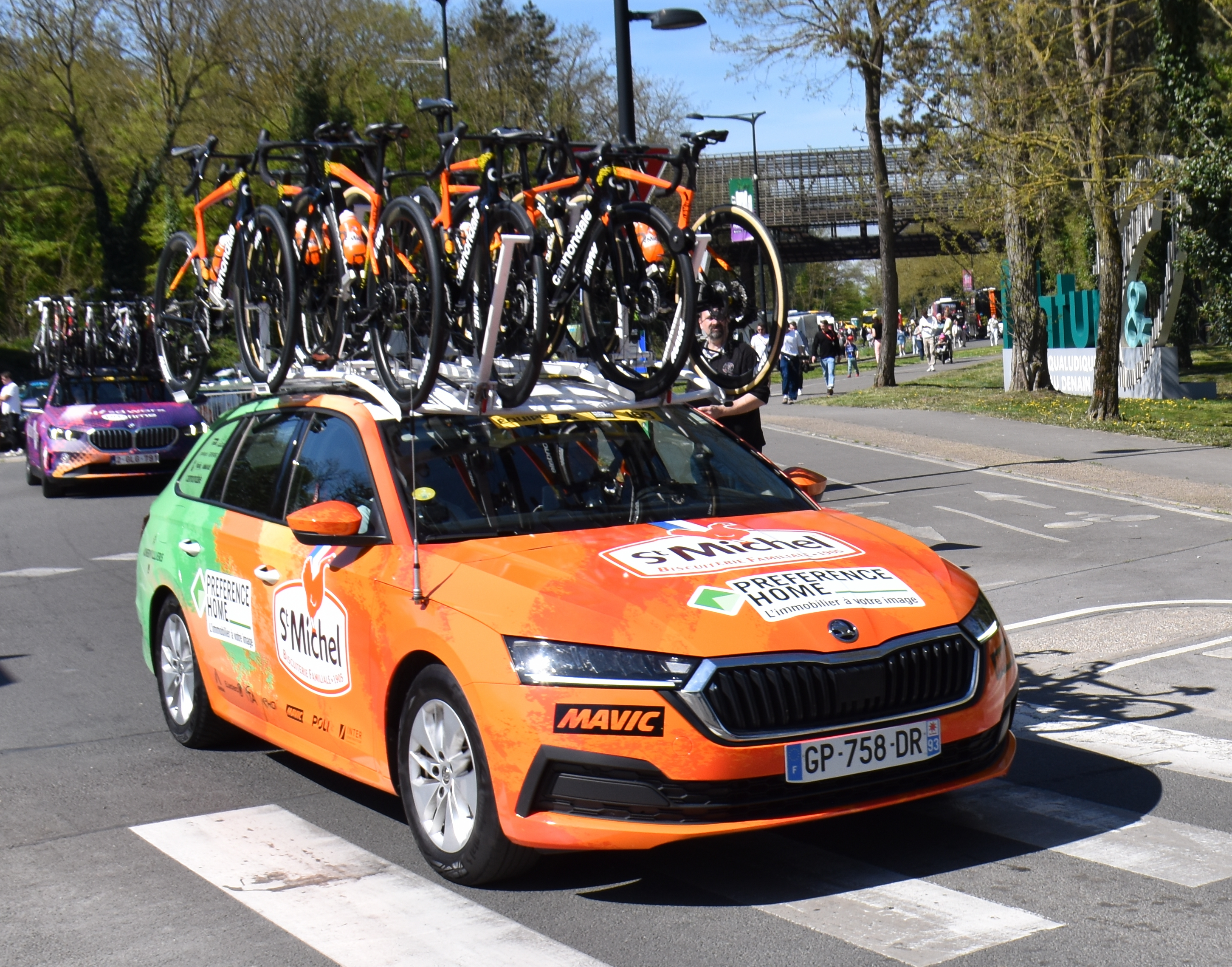
Véhicule St Michel-Preference Home-Auber93 2025.

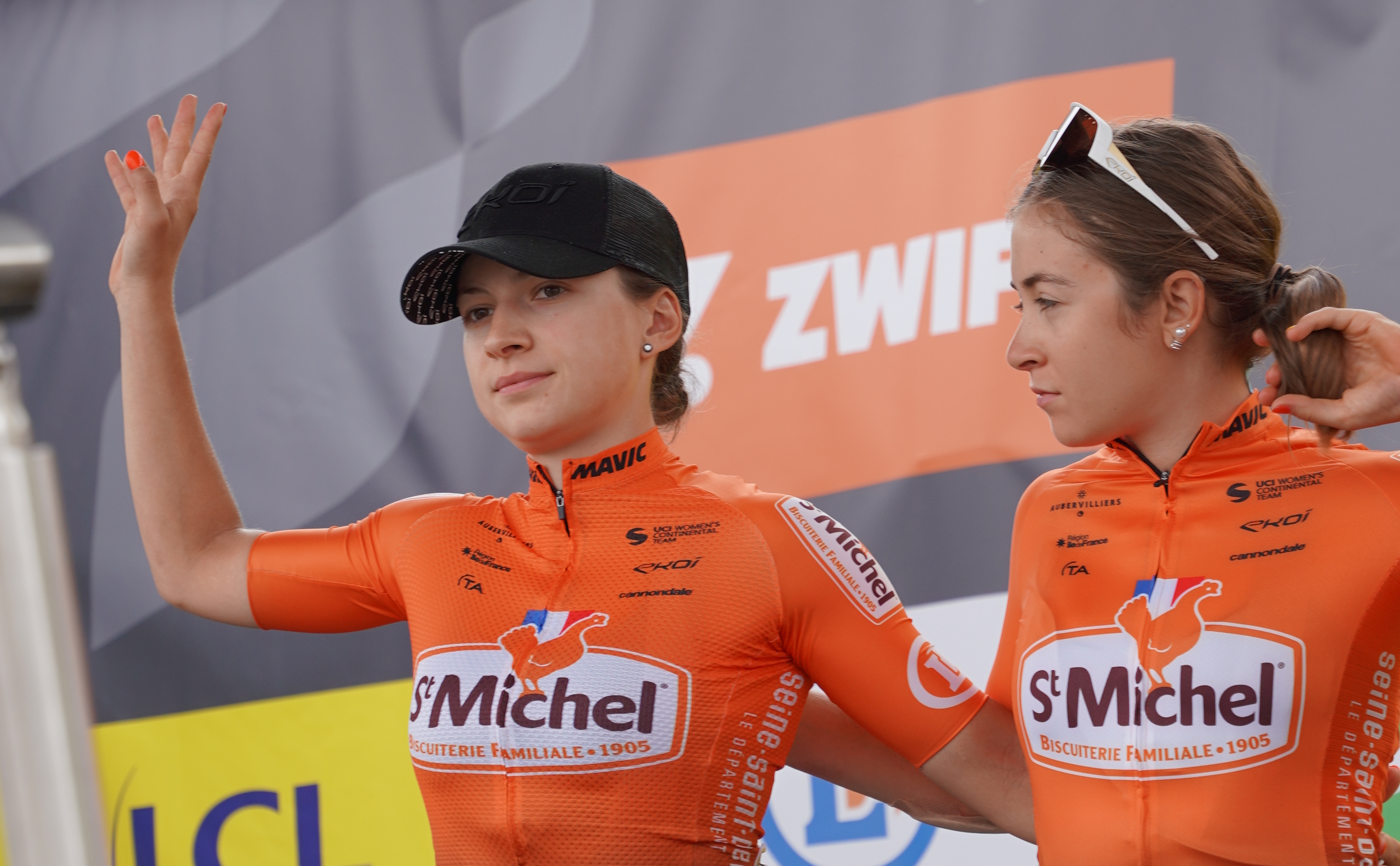
Coralie Demay et Simone Boilard en 2022.

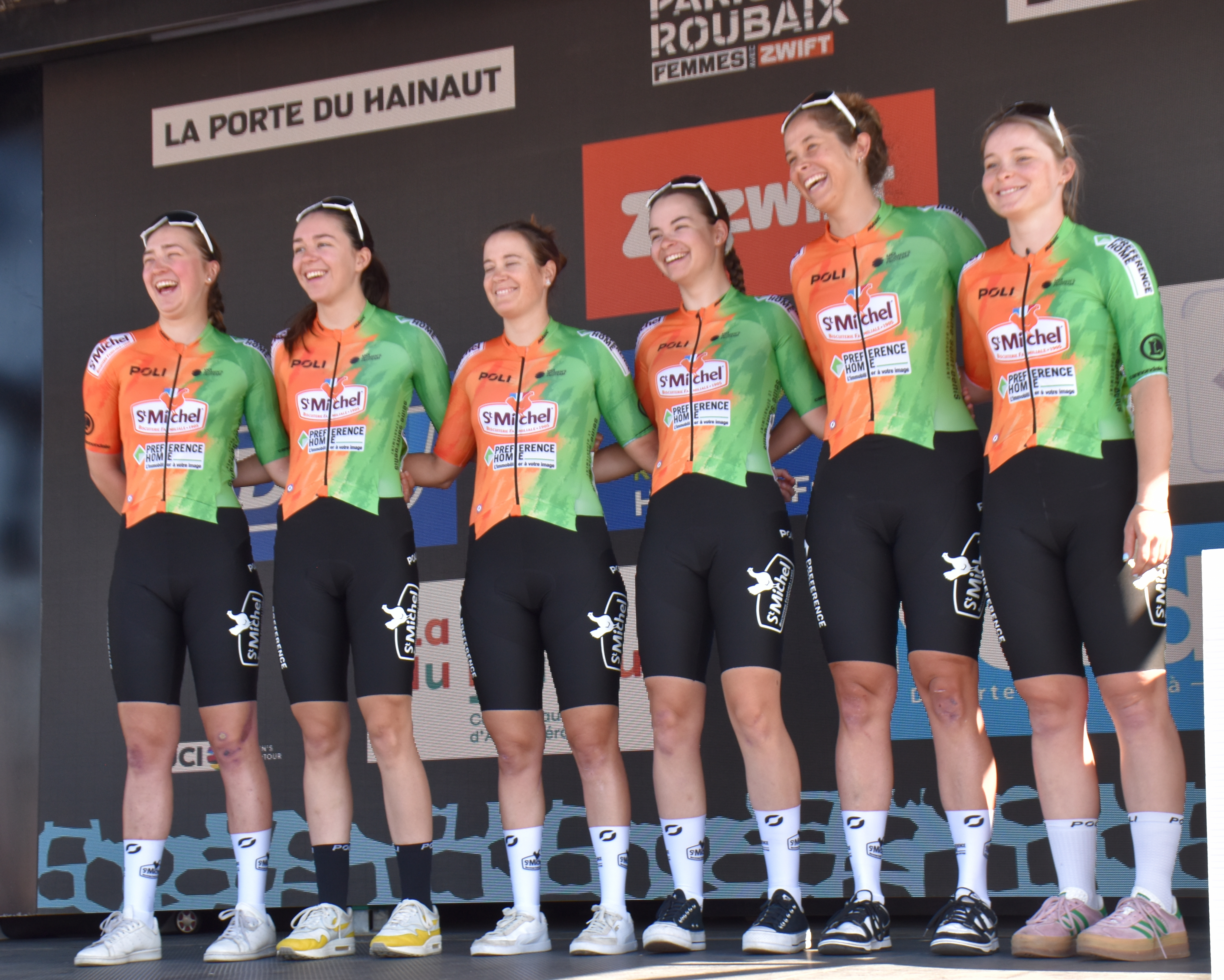
Présentation de l'équipe Paris-Roubaix 2025.

Après l'engagement d'une équipe professionnelle masculine en 1994, le club cycliste municipal d'Aubervilliers développe une équipe féminine en 2012.
Après l'arrivée de la biscuiterie Saint-Michel comme sponsor principal en 2018, l'équipe féminine est surnommée les Madeleines.
En 2021, Auber 93 remporte la Coupe de France Dames avec 5 victoires par équipe et 2 victoires individuelles en 5 épreuves.
Pour la saison 2022, le club enregistre le départ de Valentine Fortin et Kristina Nenadovic, mais engage la pistarde olympique Coralie Demay, Alison Avoine, Élodie Le Bail, Perrine Clauzel issue du VTT et la canadienne Simone Boilard, 3e des championnats du monde juniors 2018.
Engagée en division professionnelle Continentale en 2022, l'équipe est invitée sur le Tour de France Femmes,. Pour le manager Stéphane Javalet, « on est arrivés sur la pointe des pieds en début d'année et finalement on a fait Paris-Roubaix, la RideLondon et nous voici sur le plus bel événement mondial : le Tour de France. C'est une fierté et une reconnaissance de notre sérieux et de notre politique de professionnalisation du secteur féminin ».
En fin de saison 2024, à la suite du retrait du sponsor Mavic, la structure dionysienne est en sursis, et l'avenir de l'équipe masculine comme féminine est en suspens. La situation mobilise des acteurs du cyclisme, dont l'ancien coureur Pierre Rolland qui mobilise son réseau. L'arrivée du promoteur immobilier Preference Home, en qualité de co-sponsor titre, permet aux deux équipes de continuer à exister dans les pelotons professionnels.
Pour la saison 2025, l'UCI créé une nouvelle catégorie d'équipes de 2e division internationale, entre les équipes World Team et les équipes continentales. L'équipe fait partie des 7 premières équipes de cette nouvelle catégorie UCI Women's ProTeam.

## Classements UCI
Ce tableau présente les places de l'équipe au classement de l'Union cycliste internationale en fin de saison, ainsi que la meilleure cycliste au classement individuel de chaque saison.
| Classement UCI | Classement UCI         | Classement UCI                              | Classement UCI |
| Année          | Classement par équipes | Meilleure coureuse au classement individuel |                |
| -------------- | ---------------------- | ------------------------------------------- | -------------- |
| 2022           | 23e                    | Simone Boilard (65e)                        |                |
| 2023           | 20e                    | Simone Boilard (73e)                        |                |
| 2024           | 21e                    | Marion Bunel (65e)                          |                |
|                |                        |                                             |                |
| Source : UCI   |                        |                                             |                |

Elle est également classée à l'UCI World Tour féminin.
| UCI World Tour | UCI World Tour         | UCI World Tour                              | UCI World Tour |
| Année          | Classement par équipes | Meilleure coureuse au classement individuel |                |
| -------------- | ---------------------- | ------------------------------------------- | -------------- |
| 2022           | 23e                    | Simone Boilard (102e)                       |                |
| 2023           | 19e                    | Simone Boilard (91e)                        |                |
|                |                        |                                             |                |
| Source : UCI   |                        |                                             |                |

## Saisons précédentes

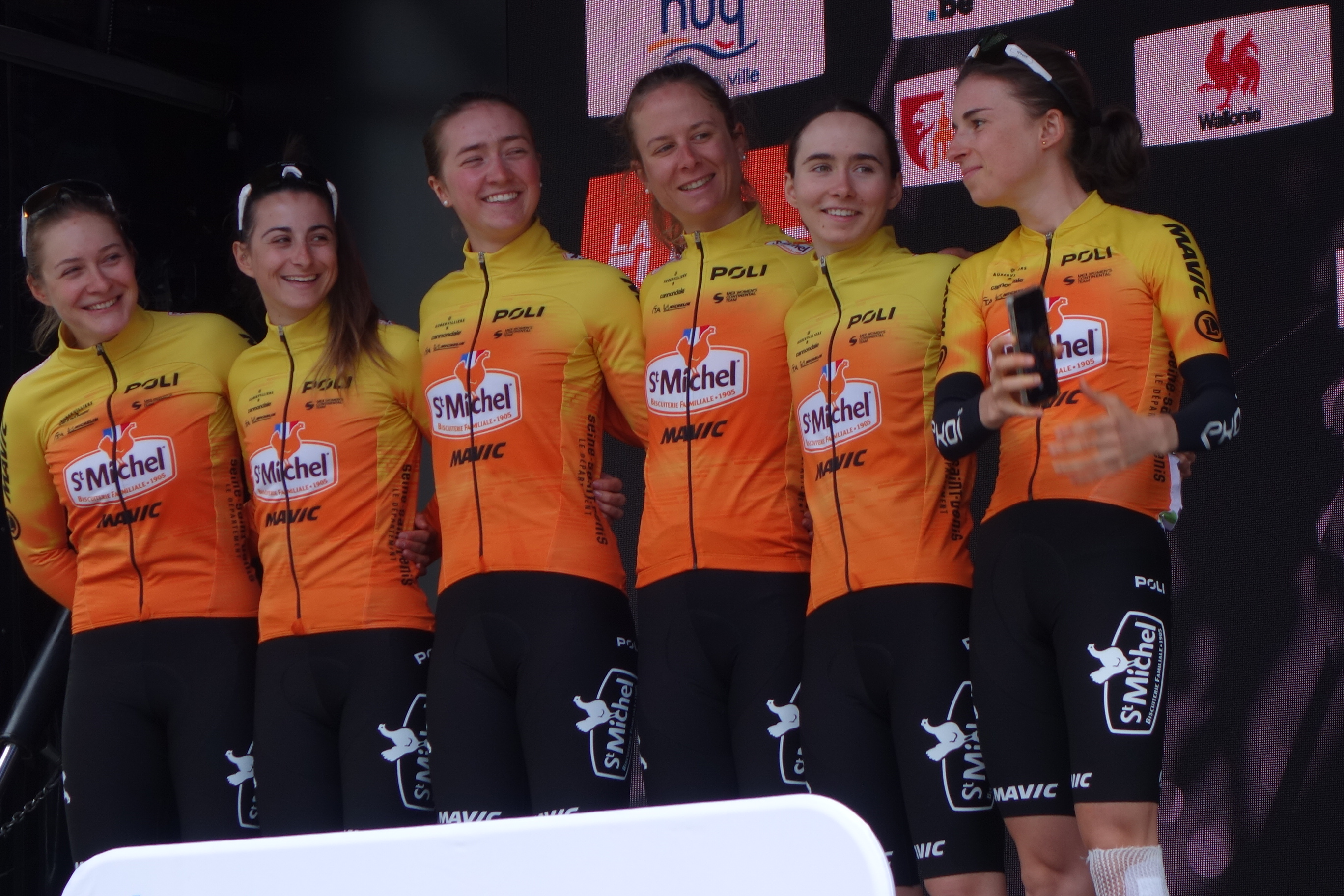
L'équipe au départ de la Flèche wallone.

## Saison actuelle

### Effectif
| Effectif 2025                    | Effectif 2025     | Effectif 2025 | Effectif 2025                            |
| Cycliste                         | Date de naissance | Pays          | Équipe précédente                        |
| -------------------------------- | ----------------- | ------------- | ---------------------------------------- |
| Alison Avoine                    | 5 janvier 2000    | France        |                                          |
| Clémence Chéreau                 | 7 octobre 2005    | France        | Lanester Women Morbihan (2024)           |
| Séverine Eraud                   | 24 février 1995   | France        | Stade Rochelais Charente-Maritime (2022) |
| Lucie Fityus                     | 19 novembre 2000  | Australie     | Ara-Skip Capital (2024)                  |
| Alicia González                  | 27 mai 1995       | Espagne       | Lifeplus Wahoo (2024)                    |
| Adèle Normand                    | 5 janvier 2002    | Canada        | Eneicat-CMTeam (2024)                    |
| Coline Raby                      | 24 avril 2003     | France        | Hess Cycling Team (2023)                 |
| Elyne Roussel                    | 5 décembre 2005   | France        | Breizh Ladies (2023)                     |
| Ella Simpson (1 janv.–1 juill.)  | 30 décembre 2002  | Australie     | Ara-Skip Capital (2024)                  |
| Ségolène Thomas                  | 17 décembre 1998  | France        | Team Komugi-Grand Est (2024)             |
| Emily Watts                      | 26 novembre 2000  | Australie     | Chevalmeire (2024)                       |
| Émilie Morier (1 juill.–31 déc.) | 21 mars 1997      | France        |                                          |
|                                  |                   |               |                                          |
| Source : ProCyclingStats         |                   |               |                                          |

### Victoires
| Victoires | Victoires | Victoires | Victoires | Victoires | Victoires |
| Date      | Course    | Pays      | Classe    | Vainqueur |           |
| --------- | --------- | --------- | --------- | --------- | --------- |